# Discocalyx linearifolia
Discocalyx linearifolia là một loài thực vật có hoa trong họ Anh thảo. Loài này được Elmer mô tả khoa học đầu tiên năm 1908.